# 班什

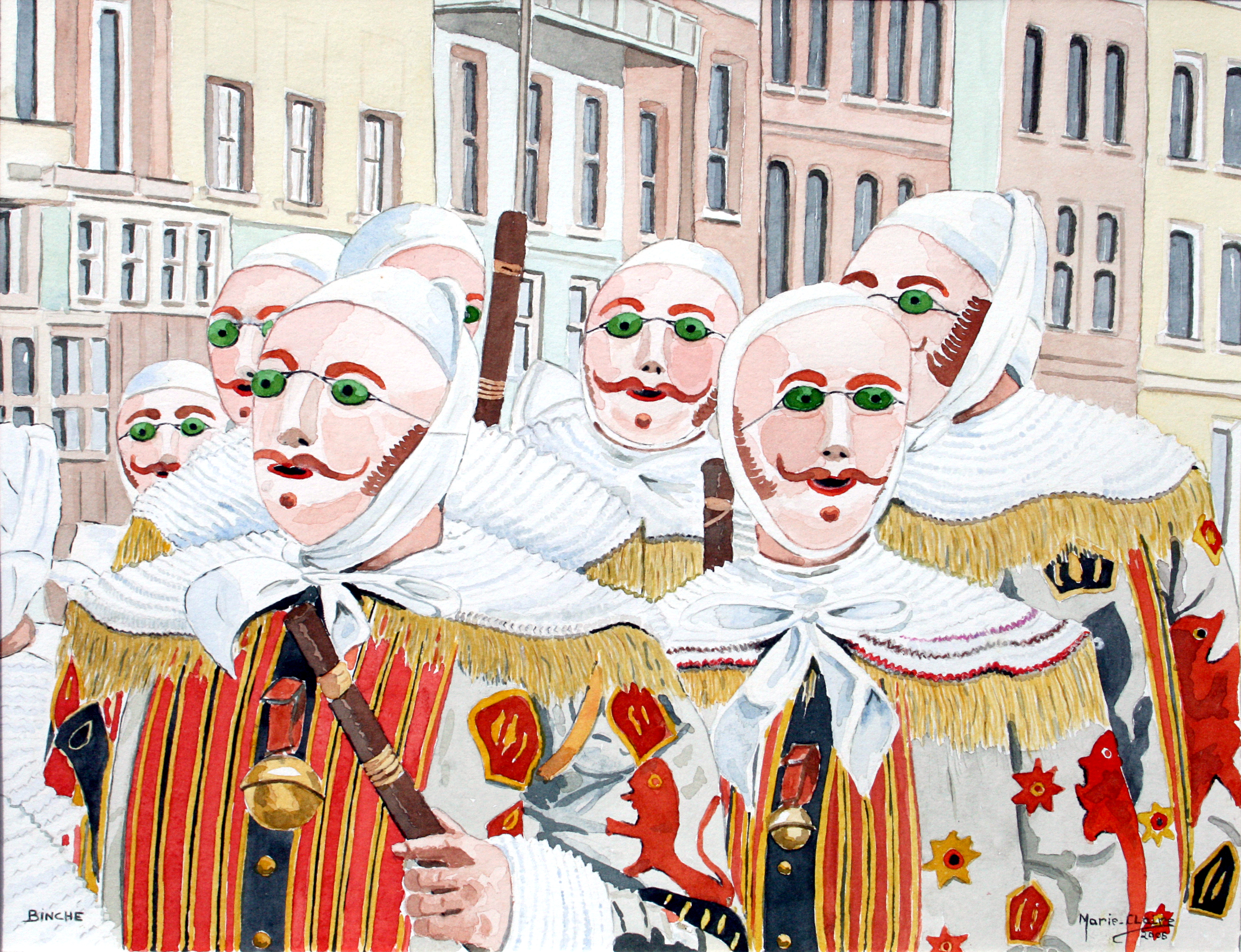
吉勒戴著蠟面具

班什（法語：Binche，法語發音：[bɛ̃ʃ] ⓘ）是比利时瓦隆大区埃諾省拉卢维耶尔区的一座城市，通行法语，是比利时法语社群的一部分，面积61.22平方千米，人口33,598人（2018年1月1日）。班什以班什狂欢节而闻名。